# إيريك سيغال
إريك سيغال (بالإنجليزية: Erich Segal)‏ (16 يونيو 1937 - 17 يناير 2010)، روائي أمريكي وكاتب سيناريو وعالم بالأدب الكلاسيكي. اشتهر بكتابة الرواية قصة حب والتي تحولت لفيلم مشهور.

## روابط إضافية
- إيريك سيغال على موقع IMDb (الإنجليزية)
- إيريك سيغال على موقع مونزينجر (الألمانية)
- إيريك سيغال على موقع ألو سيني (الفرنسية)
- إيريك سيغال على موقع أول موفي (الإنجليزية)
- إيريك سيغال على موقع قاعدة بيانات الأفلام السويدية (السويدية)
- إيريك سيغال على موقع إن إن دي بي (الإنجليزية)
- إيريك سيغال على موقع قاعدة بيانات الفيلم (الإنجليزية)
- إيريك سيغال على موقع كينوبويسك (الروسية)
- Weber، Bruce. "Erich Segal, 'Love Story' Author, Dies". The New York Times. مؤرشف من الأصل في 2019-11-01. اطلع عليه بتاريخ 2010-01-19.
- "Erich Segal: author of Love Story". The Times. 20 يناير 2010. مؤرشف من الأصل في 2010-05-24.